# Seznam postav z románu Cirkus Humberto
Jedná se o seznam postav z románu Cirkus Humberto Eduarda Basse. Postavy jsou řazeny abecedně podle příjmení.

## A
Arr - Šehir
Majitel a cvičitel slona Binga, kterého přivezl Petr Berwitz z vystupování po Asii. Když se cirkus stěhoval do pražského varieté, opustil ho a vrátil se do Indie.

## B
Barengo, Frasquito
Výškový akrobat v cirkusu Humberto.
Berwitz, Bernhard
Žonglér, vrhač nožů, krotitel. Po několika letech u cirkusu se oženil s Antoinettou a začal rozvíjet rodinný cirkus. Poté, co Carlo odešel na odpočinek, převzal po něm vedení cirkusu. Ještě jako poměrně mladý byl těžce zraněn při drezuře a na následky otravy krve zemřel.
Berwitzová, Helena
Dcera Petra Berwitze, krasojezdkyně. Absolvovala také taneční školu u madam Delaglio. Jako dítě vystupovala společně s Vaškem, za kterého se později vdala a měla s ním syna Petra. Poté, co cirkus zanikl, se nezamilovala do varieté jako Vašek. Když byl Petr na gymnáziu a našel si dívku, Helena od Vaška utekla k cirkusu Kranz. Tam se zranila při zacvičování nového koně a na následky zranění zemřela.
Berwitz, Petr
Syn Bernharda Berwitze. Od malička vyrůstal v cirkuse a získal tak dovednosti v nejrůznějších cirkusových uměních. Po nenadálé smrti svého otce a odchodu své matky se stal jediným vládcem v cirkusu Humberto. Cirkus prosperoval až do doby kolem Vaškovy svatby, kdy Petr Berwitz začal neuváženě nakupovat drahá exotická zvířata, ze kterých měl cirkus jen malý užitek. Kvůli jeho pozdější tvrdohlavosti, kdy tato přebytečná zvířata odmítal prodat, se cirkus dostal do obrovských dluhů.
Když byl nucen odprodat zimní halu v Hamburku za směšně nízkou cenu, ranila ho mrtvice. Ochrnul na půl těla a i s Anežkou a Malinou krachující cirkus opustil.
Bolierová, Louisa
Manželka Carla Humberta. Její rodiče vlastnili zvěřinec, který poté Carlo vyženil a který se stal základem cirkusu. V cirkuse vystupovala jako anglická krasojezdkyně a indická hadí tanečnice.
Breburda, Achilles
Vyučený číšník žijící v Praze, majitel varieté, které pronajal cirkusu Humberto.
Bureš, Jan
Čech pocházející z Prahy, vzdělanec, bydlící v maringotce č. 8, tedy společně s Karasovými a ostatními Čechy. Naučil Vaška číst, vzdělával ho, vzbuzoval v něm vlastenectví.
Později se ukázalo, že jeho pravé jméno je Vladimír Smetana. V Praze vystudoval filozofickou fakultu, účastnil se protimetternichovského odboje. Po roztržce s otcem odešel z domova a dostal se k cirkusu.
V době, kdy se cirkus dostával do velké krize, zdědil po svém otci majetky v Praze a cirkus opustil.

## D
Delaglio, Tereza
Bývalá tanečnice a primabalerína, učitelka baletního tance - učila tancovat také Helenu Berwitzovou.

## G
Gambier, Léon
Po smrti Bernharda Berwitze nastoupil na místo krotitele dravých šelem v cirkuse Humberto.
Gaudeamus
Pravým jménem baron Max ze Schönsteinu. Zajišťuje, aby cirkus mohl fungovat - vyřizuje potřebná povolení na úřadech, zajišťuje prostory, dělá reklamu a další. Díky němu dosáhl cirkus Humberto dohody s cirkusem Kranz o výměně cirkusových budov.
Gevaertsov Albert, Gevaertsov Gustav
Bratranci, Švédové, umělecké jméno: Duo Bellini, siloví akrobati.

## H
Hagenbeck, Gottfried
Dovozce a prodejce cizokrajných zvířat, obchodoval i s cirkusem Humberto.
Hammerschmidtová, Elisa
Teta Anežky Berwitzové. V cirkuse pracovala jako pokladní, šila a spravovala kostýmy.
Harwey, John
Zaměstnanec cirkusu, měl na starosti kostýmy, jejich výběr.
Harweyová, Alice
Dcera Johna Harweye. Krasojezdkyně na koni v ciskusu Humberto. Vdala se za Karla Kerholce.
Humbertová, Antoinetta
Dcera Carla Humberta. V cirkuse vystupovala jako tanečnice na koních a akrobatka. Vdala se za Bernharda Berwitze. Poté, co zemřel, odešla z cirkusu za svými rodiči do Savojska.
Humberto, Carlo
Zakladatel cirkusu, původně provazochodec. Poté, co utrpěl zranění a svoje povolání již nemohl vykonávat, si koupil několik zvířat, která začal cvičit. Později se oženil s Louisou a díky jejímu věnu položil základ cirkusu Humberto. Nejraději se věnoval drezuře koní. Později předal cirkus Bernhardovi a odešel i se svou ženou na odpočinek, kde i zemřel.

## J
Jörgens, Tim
Manžel Růženky Langermannové.

## K
Karas, Antonín

Český zedník z Horní Sněžné. Otec Václava Karase. Nedostatek práce ho v roce 1862 přivedl k cirkusu Humberto, kde začal pracovat s partou Čechů - pomáhal stavět a znovu rozebírat cirkus, hrál v cirkusové kapele na trubku a pomáhal, kde bylo zapotřebí. Po Vaškově svatbě byl jmenován inspektorem skladu a dostal na starosti garderobu a rekvizity, troubení mu zůstalo. Později Vaška doprovázel i do varieté a poté se vrátil do své rodné vsi na odpočinek, kde také zemřel.
Karas, Václav
Ústřední postava knihy. Když jako sedmileté dítě přišel do cirkusu, chytal se všeho, na co narazil. Učil se starat o poníky a jezdit na nich, podstoupil akrobatickou školu Achmeda Roméa, začal se učit drezírovat koně, pomáhal u šelem. Jeho prvním vystoupením byla akrobatická jízda na ponících společně s Helenkou. Pak také převzal drezuru poníků a začal vystupovat i s nimi.
Později se zamiloval do Růženky Langermannové. Musel však podstoupit těžkou volbu mezi ní a cirkusem, protože ten na něm závisel, na tom, aby se stal direktorem. Nakonec láska k cirkusu vyhrála a Vašek se oženil s Helenou, se kterou měl syna Petra. V té době se cirkus dostal do těžké krize kvůli tvrdohlavosti Petra Berwitze, který odmítal rozprodat svůj zvěřinec.
Poté, co Petr Berwitz cirkus opustil, Vašek krachující podnik přeměnil na divadelní varieté v Praze. V tom také přes léto pomáhal artistům cvičit jejich programy. Varieté pod jeho vedením kvetlo 35 let, dokud Vašek neodešel na odpočinek a varieté nezaniklo s ním.
Zbytek svého života strávil s Liduškou a jejím manželem u svých milovaných koní.
Karasová, Ludmila
Dcera Petra Karase. Naplnila všechny sny svého dědečka Vaška, kterých se nedočkal na svém synovi. Už odmalička ji Vašek vedl k pohybu a z tak se z ní stala úspěšná tanečnice, vystupující pod jménem Ludmila Humberto.
Karasová, Márinka (Marie)
Matka Václava Karase, zemřela, když mu bylo sedm let.
Karas, Petr
Jediný syn Vaška a Heleny. Petr se však k cirkusu nehodil, raději trávil svůj čas u knih a počítání. Stal se univerzitním profesorem matematiky, oženil se s Emílií Kostečkovou a měl s ní dceru Lidušku.
Kerholec, Karel
Zaměstnanec cirkusu, Čech. Přivedl k cirkusu Antonína Karase. Vždy jako první přijíždí na místo, kde má cirkus vystupovat a navrhne jeho rozvržení. Jako první přišel s myšlenkou hraní cirkusových pantomim, odrážejících aktuální události. Ty se setkaly s velikým úspěchem. Oženil se s Alicí Harweyovou, se kterou měl dva syny.
Kranz
Majitel konkurenčního stejnojmenného cirkusu. Provazolezec z cirkusové rodiny, jezdec, skokan. Vlastnil cirkusovou budovu v Berlíně.
Kerholcovi - František, Karel, Jan
Synové Karla Kerholce, vystupující jako výškoví akrobati v cirkusu Kranz.
Kostečková, Emílie
Manželka Petra Karase.
Kostečková, Marie
Matka Emílie.

## L
Langermannová, Anna
Vdova žijící v Hamburku, u které přespával Antonín Karas, když v Hamburku pracoval. Později u ní i s Vaškem bydlel vždy přes zimu, když cirkus zůstával v Hamburku.
Langermannová, Růženka
Dcera Anny Langermannové. Jako malá se spřátelila s Vaškem Karasem. Později se do sebe zamilovali, ale Vašek dal přednost cirkusu.
Lebeda, José
Přítel Ference Vosátka, bojovali spolu ve Střední Americe.

## M
Malina, Vendelín
Čech z maringotky č. 8. K cirkusu přišel, když ho ještě vedl Carlo Humberto. Tehdy se vydal do světa vydělat nějaké peníze. Po nějaké době u cirkusu se vrátil domů do Čech. Tam si ovšem uvědomil, že jeho domov je už dávno někde jinde a vrátil se k cirkusu. Od té doby se stal jeho duší. V době, kdy do cirkusu přišel Vašek, už byl jeho nejstarší součástí. Mnohokrát cirkus zachránil od pohromy díky svému vycítění blížícího se neštěstí.

Zemřel současně se zánikem cirkusu Humberto.
Miss Arabella
Krasojezdkyně v cirkusu Humberto.
Miss Satanella
Krasojezdkyně, za kterou se vydával Petr Berwitz, když se jejich krasojezdkyně zranila.
Mittelhoferovi
Trpasličí pár krátce vystupující v cirkusu Humberto.
Moesecke, Hein
Hospodský U námořníkovy nevěsty, kde se scházela česká parta zaměstnanců cirkusu a kde vznikly všechny úspěšné cirkusové pantomimy.
Moesecková, Adéla
Dcera Heina Moesecka, později manželka Ference Vosátka.

## P
Pallachich, Mario
Hrabě, manžel Lidušky Karasové, majitel velké stáje koní - lipicánů, kterou pojmenoval Stáj Humberto.
Perreirra
Krasojezdec na koni v cirkusu Humberto.

## R
Roméo, Achmed
Otec akrobatické rodiny, která se k cirkusu sezónně připojila v době, kdy do cirkusu přišel Vašek. Ten u něj prošel akrobatickou školou.
Roméo, Felicia
Manželka Achmeda.
Roméo, Paolo
Syn Achmeda, zhruba stejně starý jako Vašek, akrobat. Jako kluk byl Vaškův nepřítel, protože Vašek byl vždycky přímý, zato Paolo vychytralý a lstivý. Paolo na Vaška žárlil - záviděl mu domov, přátele. Jako malý kluk se spřátelil s Helenkou, zajímal se o její baletní tanec. V dospělosti mezi nimi začal vznikat láskyplný vztah, ale Helena se provdala za Vaška. Nakonec se z něj stal pijan a pasák.

## S
Selnicki, Leopold
Kapelník v cirkuse Humberto, rád pil, ale dirigent byl výborný, měl vytříbený vkus pro výběr hudby k jednotlivým cirkusovým číslům. Po zániku cirkusu zůstal jako hudebník u Námořníkovy nevěsty, kde také zemřel.
Smetana, Vladimír
Skutečné jméno Honzy Bureše.
Steenhouwer, Frans
Bratranec Anežky, pracoval v cirkusu jako účetní a sekretář.
Steenhouwerová, Anežka
Dcera vládního komisaře, krasojezdkyně. I přes nechuť rodičů se vdala za Petra Berwitze a dostala se tak k cirkusu. Stala se přívětivou duší cirkusu, milovala zvířata stejně jako ona ji.

## V
Vosátka, Ferenc
Čech z maringotky č. 8, kuchař. Jako seržán bojoval ve Střední Americe. Když se oženil s Adélou Moeseckovou, opustil cirkus a stal se majitelem hospody U námořníkovy nevěsty.

## W
Wächter, Ludvík
Komik vystupující ve varieté Humberto pod jménem Bimbam Bimbam.
Wollschläger, Eduard
Slavný cirkusový principál, který uměl nenapodobitelně pracovat s koňmi. Také známý jako "Arab a jeho kůň" podle svého nejslavnějšího čísla. Měl hlavní zásluhu na tom, že Vašek dal přednost cirkusu před Růženkou.